# Sábado Gráfico
Sábado Gráfico fue un magazín español de periodicidad semanal que se editó entre 1956 y 1983.

## Historia
Fundado por Eugenio Suárez Gómez —que fue además su propietario—, su primer número apareció el 6 de octubre de 1956. Nacido como una revista del corazón, acabaría consolidándose como una revista general de actualidad. 
Para 1970 tenía una tirada de 110 000 ejemplares, lo que lo convertía en el principal magazín español de información general. Convertida en una publicación popular entre el público, a comienzos de la década de 1970 la revista experimentó un alto nivel de politización. En 1970 Sábado Gráfico recibió una sanción administrativa del gobierno franquista que supuso ocho meses de suspensión, debido a un artículo donde se criticaba al ministro de Justicia. Reapareció en enero de 1971.
Sábado Gráfico continuó editándose hasta su desaparición en septiembre de 1983.
Entre sus principales colaboradores destacaron Celso Montero, José Ramón Alonso —que llegó a ser director—, José García Martínez-Calín, Eduardo Haro Tecglen —que llegó a ser director—, Rafael Escamilla, Juan Eduardo Zúñiga, Ramón Mayrata, Antonio D. Olano, Antonio Gala, Teo Escamilla, José Bergamín, Alfonso S. Palomares, Ricardo Lezcano, Dionisio Ridruejo, Álvaro Cunqueiro o Germán Álvarez Blanco.